# Jules Cavelier de Cuverville
Pour les articles homonymes, voir Cuverville.
Jules Cavelier de Cuverville, né le 28 juillet 1834 à Allineuc (Côtes-du-Nord) et mort le 14 mars 1912 à Paris, est un amiral et homme politique français.

## Biographie
Jules Marie Armand Cavelier de Cuverville est un membre de la famille Cavelier de Cuverville, né le 28 juillet 1834 à Allineuc, fils de Louis Paul Cavelier de Cuverville qui sera député des Côtes-du-Nord et de Marie Rose Pauline de Suasse de Kervegan.Entre 1897 et 1898 il entreprend un voyage en Bulgarie.

## Carrière
Il intègre l'École navale en 1850.
Il combat à Sébastopol en 1854, accomplit des missions en Afrique et en Crimée, seconde l'amiral de Gueydon en Algérie en 1871-1872. Il est nommé attaché naval à Londres en 1877. Vice-amiral en 1893, commandant en chef, préfet maritime du 1er arrondissement, à Cherbourg, il est par la suite membre du Conseil supérieur de la marine. 
Devenu commandant en chef de l'escadre de la Méditerranée, il devient chef d'état-major de la marine de 1898 à 1899, est élu sénateur du Finistère le 31 mars 1901, puis réélu le 4 janvier 1903. Son mandat se termine le 6 janvier 1912.

## Engagements religieux et politique
Il est présent pendant l'été 1902 au Folgoët parmi les manifestants qui protestent énergiquement contre la fermeture de l'école congrégationniste des Sœurs du Saint-Esprit et l'expulsion des Sœurs.
Ami de Jacques Piou, il s'inscrit alors à l'Action libérale populaire dont il devient l'un des militants les plus zélés. Il en sera nommé vice-président en 1907. 
Profondément catholique et très tôt rallié à la République, il donne deux priorités à son action politique : la défense de l'Église et celle des intérêts de la Marine. Battu aux élections sénatoriales de 1912, il meurt trois mois plus tard, renversé par une voiture alors qu'il traversait la rue.

## Écrits
- Le Canada et les intérêts français, J. André, 1898, 79 p.
- Préface de Le Protectorat français sur la Côte des Esclaves, la campagne du "Sané" (1889-1890) de P. A. de Salinis, Perrin, 1908.
- La Marine française, 1911, M. Rivière, 73 p.

## Remarques

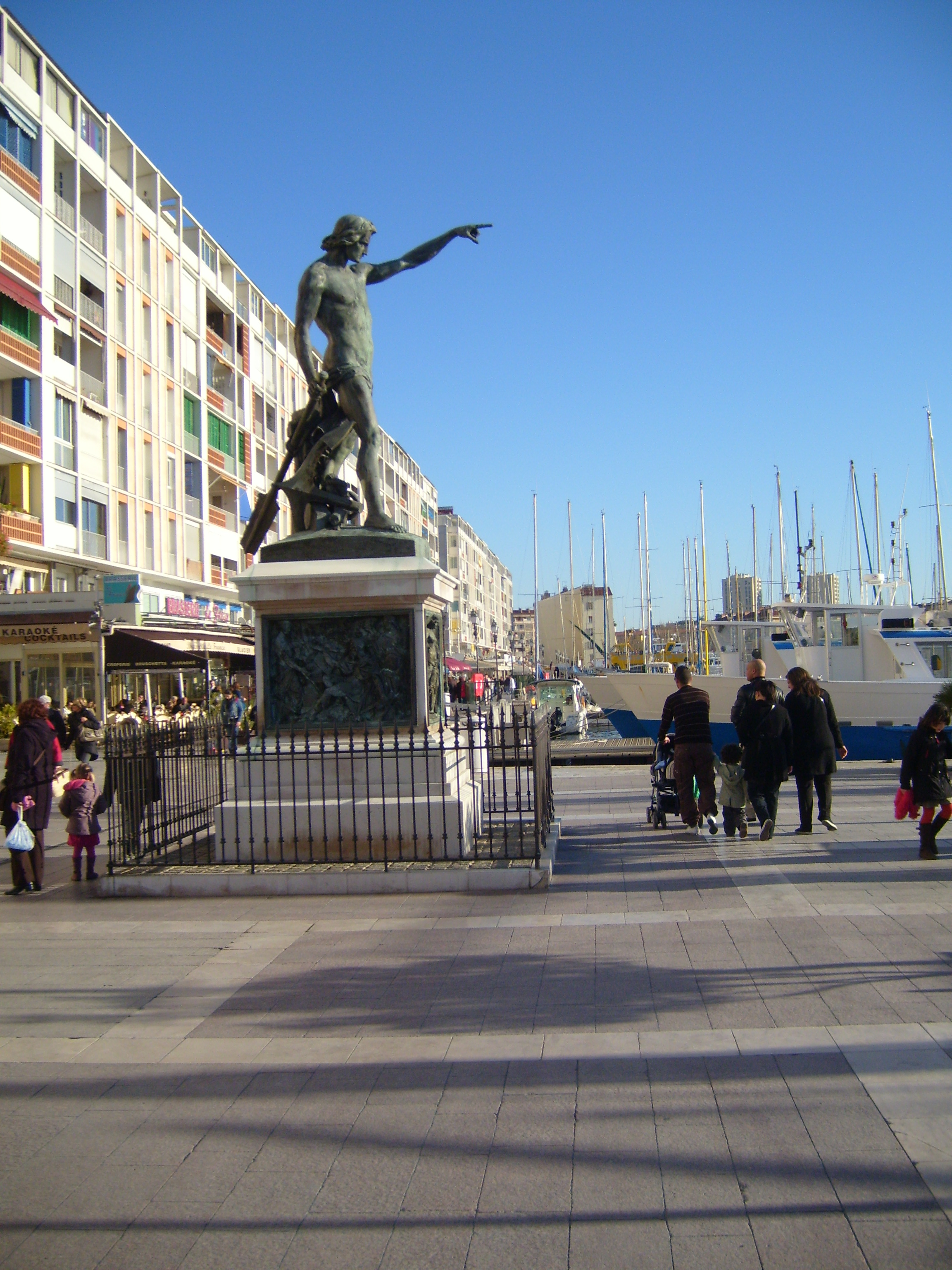
Statue du Génie de la Navigation sur le port de Toulon, par Louis-Joseph Daumas.

Une statue appelée Le Génie de la navigation faisant l'objet d'un jeu de mots sur le nom de M. de Cuverville (« cul vers ville ») fut inaugurée en 1847 sur le port de Toulon.
Une île de l'Antarctique a été nommée île de Cuverville en son honneur par son découvreur, Adrien de Gerlache de Gomery.
L'amiral de Cuverville fut aussi un animateur de l'Association antimaçonnique de France lorsqu'il fut sénateur, cette association se réunissait au Palais Royal, galerie de Valois.

## Distinctions
Jules Cavelier de Cuverville est nommé au grade de chevalier dans l'ordre national de la Légion d'honneur le 14 avril 1855 puis fait chevalier de l'ordre ; promu au grade d'officier dans l'ordre le 10 janvier 1872 et fait officier de l'ordre le 16 avril 1872, promu au grade de commandeur le 28 décembre 1885 et fait commandeur le 12 janvier 1886 ; élevé à la dignité de grand officier le 12 juillet 1897.